# Michele Alboreto
Michele Alboreto (* 23. Dezember 1956 in Mailand; † 25. April 2001 in Schipkau, Deutschland) war ein italienischer Automobilrennfahrer. Er startete zwischen 1981 und 1994 in der Formel 1 und wurde dort 1985 Vizeweltmeister auf Ferrari. 1997 errang Alboreto den Gesamtsieg beim 24-Stunden-Rennen von Le Mans. 2001 verunglückte er bei Testfahrten auf dem Lausitzring tödlich.

## Karriere

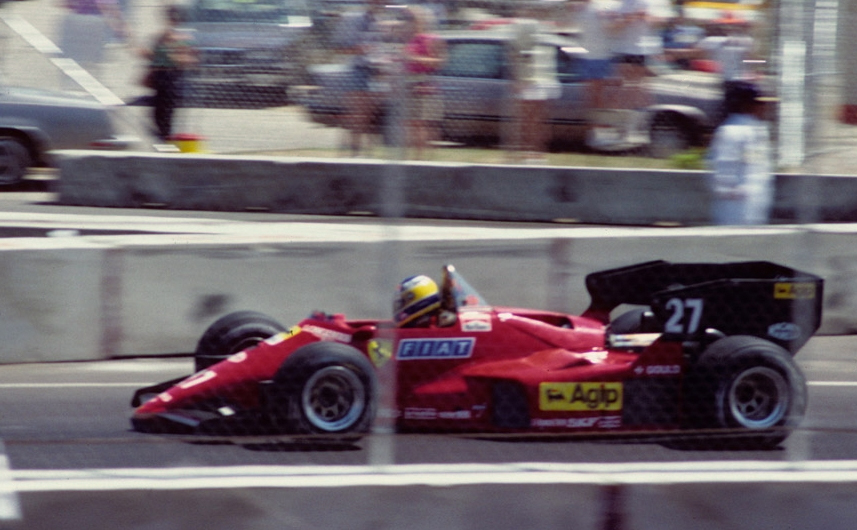
Alboreto im Ferrari 126C4 beim Grand Prix in Dallas 1984

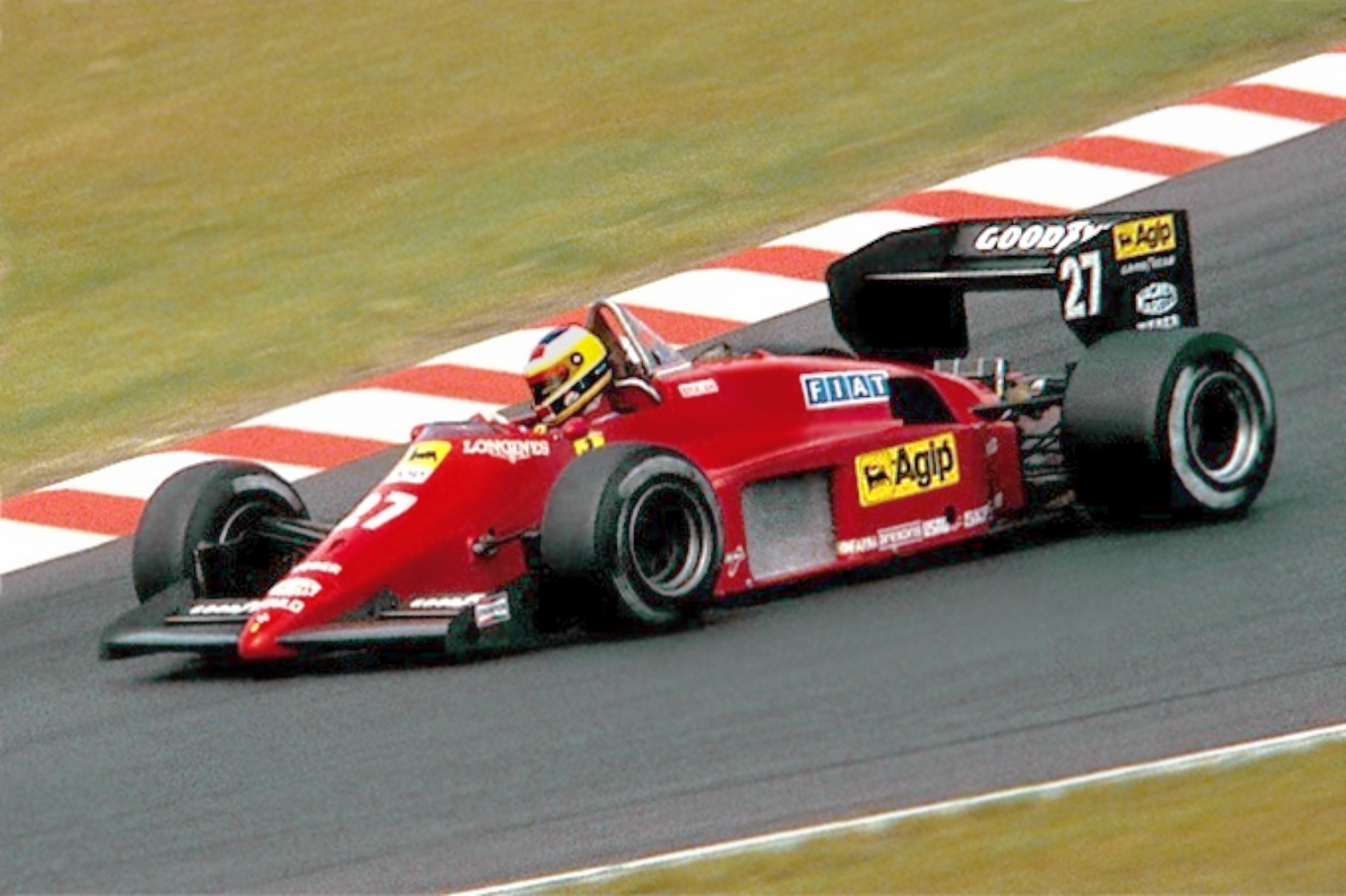
Alboreto beim Training zum GP von Deutschland 1985 im Ferrari 156/85

Alboreto war der Sohn eines Mailänder Textilkaufmanns und einer Libyerin. Er genoss eine gute Schulbildung, schloss ein Ingenieurstudium ab und wurde ein Fachmann für Motorentechnik. Finanziell von den Eltern unterstützt begann er 1976 seine Motorsportkarriere in der Nachwuchskategorie Monza. Die zweite Saison in dieser Nachwuchsformel schloss er als Meisterschaftsdritter ab. Mithilfe kleinerer Sponsoren stieg er in die Formula Italia auf, in der er sein erstes Rennen gewann. Ab 1978 fuhr Alboreto in der Formel 3 und wurde 1979 auf einem March-Toyota italienischer Vizemeister.  1980 gewann er mit dem Team Euroracing die Europäische Formel-3-Meisterschaft. Im folgenden Jahr nahm er sowohl an der Formel-2-Europameisterschaft als auch an der Formel-1-Weltmeisterschaft teil.
In der Formel 2 bestritt Alboreto 1981 elf der zwölf Rennen für Minardi; dabei gewann er den vorletzten Lauf der Meisterschaft in Misano und belegte am Saisonende Rang acht der Fahrerwertung.
In der Formel 1 debütierte Alboreto 1981 beim Tyrrell-Team, für das er bis 1983 fuhr. Tyrrell war technisch schwach aufgestellt, das Team hatte finanzielle Probleme und verwendete als einer der letzten Rennställe der Formel 1 noch Saugmotoren, deren Leistung deutlich hinter den Turbomotoren zurückblieb. In seinem ersten Formel-1-Jahr erzielte Alboreto keine Weltmeisterschaftspunkte. 1982 und 1983 gewann Alboreto je einen Weltmeisterschaftslauf. Der Sieg beim Großen Preis der USA Ost 1983 war zunächst der vorerst letzte Formel-1-Sieg für ein Saugmotorauto und zugleich der letzte Erfolg für Tyrrell in der Formel 1.
Mit Beginn der Saison 1984 wurde Alboreto von Ferrari verpflichtet, wo er fünf Jahre (1984 bis 1988) blieb. Alboreto war der letzte italienische Rennfahrer, der persönlich von Enzo Ferrari verpflichtet worden war. Mit Ferrari erzielte Alboreto drei Siege. Sein erfolgreichstes Jahr war die Saison 1985, in der er bis Saisonmitte die Fahrerwertung anführte und die er schließlich – nach einer Reihe von Ausfällen am Saisonende – als Vizemeister hinter Alain Prost abschloss. In den folgenden Jahren ließen Leistungsfähigkeit und Zuverlässigkeit der Ferrari-Motoren nach, außerdem war 1987 und 1988 Gerhard Berger eine unangenehme Konkurrenz im Team, und eine ungeschickte Äußerung in einem Interview mit einem italienischen Automagazin war möglicherweise der Grund dafür, dass Alboreto gegen Nigel Mansell ausgetauscht wurde.
In der Saison 1989 begann er für Tyrrell, wurde aber nach einigen Rennen aufgrund von Streitigkeiten mit Teamchef Ken Tyrrell und Konflikten zwischen Alboretos Sponsor Marlboro und der das Team unterstützenden Konkurrenzmarke Camel entlassen. Nach einigen Rennen Pause wechselte Alboreto später in der Saison zu Larrousse und 1990 zu Arrows, wo er drei Jahre lang blieb. Zur 1991er Saison wurde der Rennstall von einem japanischen Multimillionär aufgekauft, der den Namen des Teams von Arrows in Footwork änderte. 1991 lieferte Porsche für einige Läufe die Motoren, beendete wegen mangelnder Erfolge jedoch vorzeitig das mögliche Comeback in der Königsklasse des Motorsports. 1993 wechselte Michele Alboreto zum Team der BMS Scuderia Italia, die ihm und seinem Teamkollegen Luca Badoer allerdings kein konkurrenzfähiges Material zur Verfügung stellen konnte.

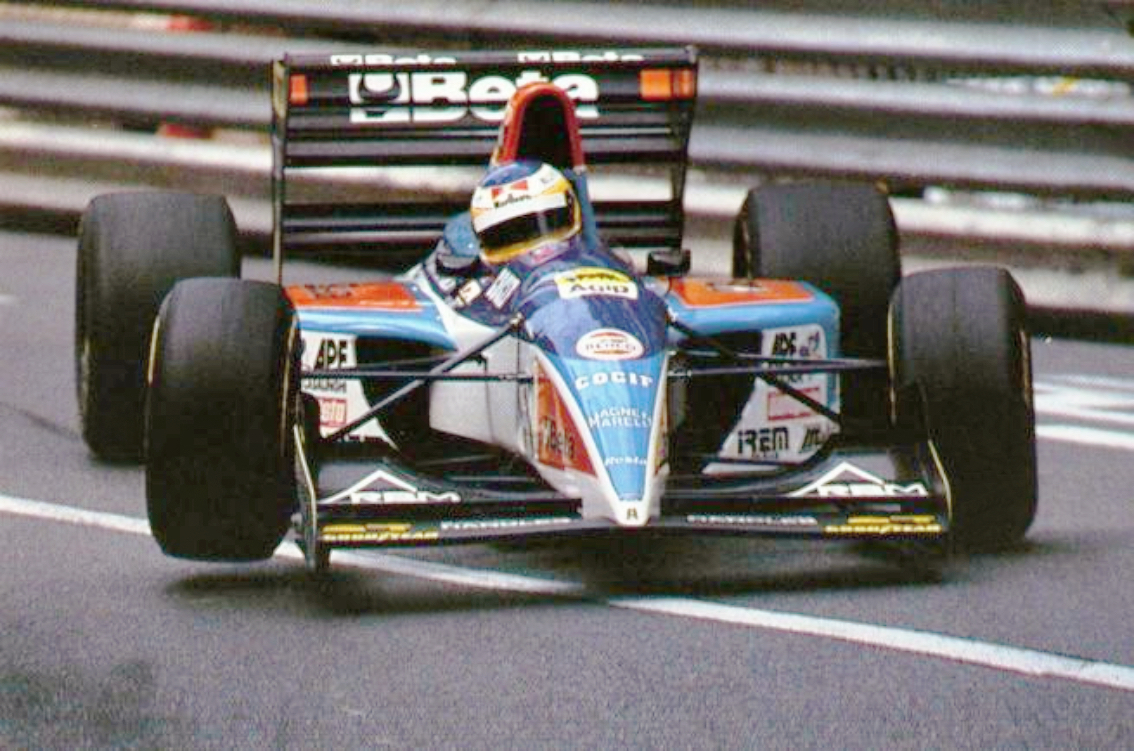
Michele Alboreto beim Großen Preis von Monaco 1994 im Minardi M193B

Alboreto beendete seine Formel-1-Karriere Ende 1994 bei Minardi-Ford; unter anderem wegen der schweren Unfälle in dieser Saison, die zum Teil daraus resultierten, dass die Formel-1-Boliden dieses Jahres durch reglementbedingte Änderungen nur sehr schwer zu beherrschen waren. Vom schicksalsträchtigen Großen Preis von San Marino 1994 war Alboreto dabei selber betroffen gewesen – nach einem Boxenstopp hatte sein Fahrzeug ein Rad verloren, das mehrere Mechaniker verletzte. Alboreto erzielte bei seinen 194 Starts fünf Grand-Prix-Siege.
Nach seiner Formel-1-Zeit wechselte Alboreto 1995 zu Alfa Romeo in die Deutsche Tourenwagen-Meisterschaft. 1996 fuhr er in der Indy Racing League. Im Jahr 1996 begann er Langstreckenrennen zu fahren, wo er seine Karriere ausklingen lassen wollte. 1997 gewann er gemeinsam mit  seinem ehemaligen Teamkollegen bei Ferrari und Footwork Stefan Johansson und Tom Kristensen auf einem Joest-Porsche das 24-Stunden-Rennen von Le Mans.
Am 25. April 2001, gegen 17.30 Uhr, verunglückte Alboreto bei Testfahrten für das 24-Stunden-Rennen von Le Mans auf dem DEKRA Test Oval neben dem EuroSpeedway Lausitz tödlich. Als der linke Hinterreifen seines Audi-R8-Rennprototyps bei rund 300 km/h brach, hob das Fahrzeug ab, flog über die Leitplanken und schlug mit den Rädern nach oben auf. Michele Alboreto war sofort tot. Unfallursache war einer Untersuchung zufolge ein allmählicher Druckverlust durch eine verlorene Schraube, die sich in den Reifen gebohrt hatte.
Seit 1983 war Alboreto mit seiner Frau und vorher langjährigen Partnerin Nadia Astorri verheiratet. Das Paar hatte zwei Töchter und lebte zuletzt in Monte Carlo.

## Statistik

### Statistik in der Formel-1-Weltmeisterschaft

#### Grand-Prix-Siege
| - 1982 Großer Preis von Las Vegas (Las Vegas) - 1983 Großer Preis der USA (Detroit) - 1984 Großer Preis von Belgien (Zolder) | - 1985 Großer Preis von Kanada (Montréal) - 1985 Großer Preis von Deutschland (Nürburg) |

#### Gesamtübersicht
| Saison | Team                | Chassis                        | Motor                                      | Rennen | Siege | Zweiter | Dritter | Poles | schn. Rennrunden | Punkte | WM-Pos. |
| ------ | ------------------- | ------------------------------ | ------------------------------------------ | ------ | ----- | ------- | ------- | ----- | ---------------- | ------ | ------- |
| 1981   | Tyrrell             | Tyrrell 010 / Tyrrell 011      | Ford Cosworth DFV 3.0 V8                   | 10     | –     | –       | –       | –     | –                | 0      | 27.     |
| 1982   | Tyrrell             | Tyrrell 011                    | Ford Cosworth DFV 3.0 V8                   | 16     | 1     | –       | 1       | –     | 1                | 25     | 8.      |
| 1983   | Tyrrell             | Tyrrell 011B / Tyrrell 012     | Ford Cosworth DFV 3.0 V8                   | 15     | 1     | –       | –       | –     | –                | 10     | 12.     |
| 1984   | Ferrari             | Ferrari 126C4                  | Ferrari 031 1.5 V6t                        | 16     | 1     | 2       | 1       | 1     | 1                | 30,5   | 4.      |
| 1985   | Ferrari             | Ferrari 156/85                 | Ferrari 031 1.5 V6t                        | 16     | 2     | 4       | 2       | 1     | 2                | 53     | 2.      |
| 1986   | Ferrari             | Ferrari F1/86                  | Ferrari 1.5 V6t                            | 16     | –     | 1       | –       | –     | –                | 14     | 9.      |
| 1987   | Ferrari             | Ferrari F1/87                  | Ferrari 1.5 V6t                            | 16     | –     | 1       | 2       | –     | –                | 17     | 7.      |
| 1988   | Ferrari             | Ferrari F1-87/88C              | Ferrari 1.5 V6t                            | 16     | –     | 1       | 2       | –     | 1                | 24     | 5.      |
| 1989   | Tyrrell             | Tyrrell 017B / Tyrrell 018     | Ford Cosworth DFR 3.5 V8                   | 5      | –     | –       | 1       | –     | –                | 6      | 13.     |
| 1989   | Larrousse           | Lola LC88B / Lola LC89         | Lamborghini 3.5 V12                        | 5      | –     | –       | –       | –     | –                | 0      | 13.     |
| 1990   | Arrows              | Arrows A11 / Arrows A11B       | Ford Cosworth DFR 3.5 V8                   | 13     | –     | –       | –       | –     | –                | 0      | 24.     |
| 1991   | Arrows              | Footwork FA11C / Footwork FA12 | Porsche 3.5 V12 / Ford Cosworth DFR 3.5 V8 | 9      | –     | –       | –       | –     | –                | 0      | 35.     |
| 1992   | Arrows              | Footwork FA13                  | Mugen-Honda 3.5 V10                        | 16     | –     | –       | –       | –     | –                | 6      | 10.     |
| 1993   | BMS Scuderia Italia | Lola T93/30                    | Ferrari 3.5 V12                            | 9      | –     | –       | –       | –     | –                | 0      | 29.     |
| 1994   | Minardi             | Minardi M193B / Minardi M194   | Ford HB 3.5 V8                             | 16     | –     | –       | –       | –     | –                | 1      | 25.     |
| Gesamt | Gesamt              | Gesamt                         | Gesamt                                     | 194    | 5     | 9       | 9       | 2     | 5                | 186,5  |         |

### Le-Mans-Ergebnisse
| Jahr | Team                  | Fahrzeug               | Teamkollege        | Teamkollege    | Platzierung | Ausfallgrund     |
| ---- | --------------------- | ---------------------- | ------------------ | -------------- | ----------- | ---------------- |
| 1981 | Lancia                | Lancia Beta Montecarlo | Eddie Cheever      | Carlo Facetti  | Rang 8      |                  |
| 1982 | Martini Racing        | Lancia LC1             | Teo Fabi           | Rolf Stommelen | Ausfall     | Motorschaden     |
| 1983 | Martini Racing        | Lancia LC2             | Piercarlo Ghinzani | Hans Heyer     | Ausfall     | kein Benzindruck |
| 1996 | Joest Racing          | TWR-Porsche WSC-95     | Pierluigi Martini  | Didier Theys   | Ausfall     | Elektrik         |
| 1997 | Joest Racing          | TWR-Porsche WSC-95     | Stefan Johansson   | Tom Kristensen | Gesamtsieg  |                  |
| 1998 | Joest Racing          | Porsche LMP1-98        | Stefan Johansson   | Yannick Dalmas | Ausfall     | Elektrik         |
| 1999 | Audi Sport Team Joest | Audi R8R               | Rinaldo Capello    | Laurent Aïello | Rang 4      |                  |
| 2000 | Audi Sport Team Joest | Audi R8                | Rinaldo Capello    | Christian Abt  | Rang 3      |                  |

### Sebring-Ergebnisse
| Jahr | Team                     | Fahrzeug      | Teamkollege      | Teamkollege       | Platzierung | Ausfallgrund |
| ---- | ------------------------ | ------------- | ---------------- | ----------------- | ----------- | ------------ |
| 1995 | Scandia Motorsports      | Ferrari 333SP | Mauro Baldi      | Eric van de Poele | Rang 4      |              |
| 1996 | Scandia Motorsports      | Ferrari 333SP | Mauro Baldi      | Andy Evans        | Rang 2      |              |
| 1999 | Audi Sport Team Joest    | Audi R8R      | Stefan Johansson | Rinaldo Capello   | Rang 3      |              |
| 2000 | Audi Sport North America | Audi R8       | Allan McNish     | Rinaldo Capello   | Rang 2      |              |
| 2001 | Audi Sport North America | Audi R8       | Laurent Aïello   | Rinaldo Capello   | Gesamtsieg  |              |

### Einzelergebnisse in der Sportwagen-Weltmeisterschaft
| Saison | Team   | Rennwagen              | 1   | 2   | 3   | 4   | 5   | 6   | 7   | 8   | 9   | 10  | 11  | 12  | 13  | 14  | 15  | 16  |
| ------ | ------ | ---------------------- | --- | --- | --- | --- | --- | --- | --- | --- | --- | --- | --- | --- | --- | --- | --- | --- |
| 1980   | Lancia | Lancia Beta Montecarlo | DAY | BRH | SEB | MUG | MON | RIV | SIL | NÜR | LEM | DAY | WAT | SPA | MOS | ROA | VAL | DIJ |
| 1980   | Lancia | Lancia Beta Montecarlo |     | 2   |     | 2   |     |     | 4   |     |     |     | 2   |     |     |     |     |     |
| 1981   | Lancia | Lancia Beta Montecarlo | DAY | SEB | MUG | MON | RIV | SIL | NÜR | LEM | PER | DAY | WAT | SPA | MOS | ROA | BRH |     |
| 1981   | Lancia | Lancia Beta Montecarlo | 41  |     | DNF |     |     |     |     | 8   |     |     | 1   |     |     |     |     |     |
| 1982   | Lancia | Lancia LC1             | MON | SIL | NÜR | LEM | SPA | MUG | FUJ | BRH |     |     |     |     |     |     |     |     |
| 1982   | Lancia | Lancia LC1             | DNF | 1   | 1   | DNF | DNF | 1   | DNF | DNF |     |     |     |     |     |     |     |     |
| 1983   | Lancia | Lancia LC2             | MON | SIL | NÜR | LEM | SPA | FUJ | KYA |     |     |     |     |     |     |     |     |     |
| 1983   | Lancia | Lancia LC2             | 9   | DNF | DNF | DNF | 11  |     |     |     |     |     |     |     |     |     |     |     |